# Lienewitz
Lienewitz ist ein Wohnplatz auf der Gemarkung Michendorf der Gemeinde Michendorf im Landkreis Potsdam-Mittelmark (Brandenburg). Der Wohnplatz entstand im 18. Jahrhundert zwischen dem Kleinen und Großen Lienewitzsee nicht weit von der Stelle eines Anfang des 15. Jahrhunderts wüst gefallenen Dorfes (Oberlienewitz); am Nordufer stand das ebenfalls zur selben Zeit wüst gefallenes Dorf Niederlienewitz.

## Geographische Lage

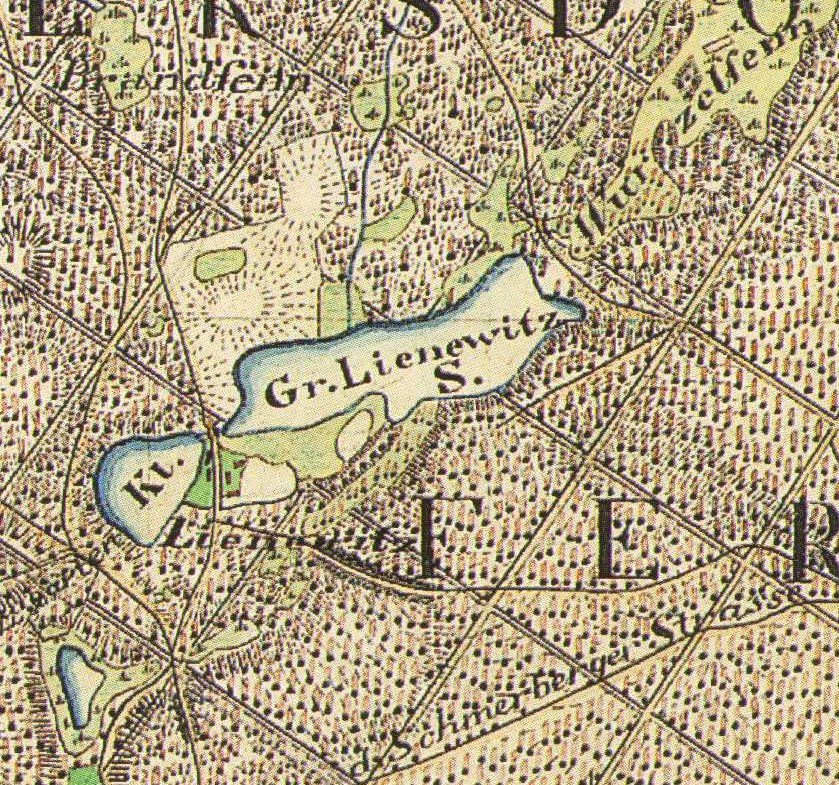
Lienewitz mit Großem und Kleinem Lienewitzsee

Der Wohnplatz Lienewitz liegt zwischen dem Großen und Kleinen Lienewitzsee, mitten im Kunersdorfer Forst, rd. 3,5 km westlich vom Ortskern von Michendorf und 4 km südwestlich vom Ortskern von Caputh im westlichsten Zipfel des Gemeindegebiets von Michendorf. Rund 1 km südlich verläuft die Autobahn A 10, fast genau südlich des Wohnplatzes befindet sich die Anschlussstelle Ferch. Westlich von Lienewitz führt die Bahnstrecke von Potsdam nach Beelitz. Nur wenig westlich der Anschlussstelle Ferch liegt der Bahnhof Ferch-Lienewitz und der Wohnplatz Schmerberg, die bereits zur Gemarkung Ferch und damit zur Gemeinde Schwielowsee gehören.

## Geschichte
Einer der Seen wird bereits 1317 erstmals urkundlich erwähnt (stagnum quod dicitur Lynewitzerse oder Wittersee). Der Name ist von einer altpolabischen Grundform *Linovica oder *Linovec, zu *lin = Schlei abgeleitet und bedeutet so viel wie Schleisee. Der Gewässername wurde auf die zwei mittelalterlichen Siedlungen, Ober- und Niederlienewitz übertragen. Hohenlienewitz lag an der Südseite des Großen Lienewitzsees; dort wurden frühdeutsche Scherben, dunkle Verfärbungen und Brandlehm gefunden. Die Siedlung ging wahrscheinlich aus einer spätslawischen Vorgängersiedlung hervor. Gegenüber auf der anderen Seite am Nordufer lag Niederlienewitz. Neben frühdeutschen Scherben wurden spätslawische Funde gemacht, die ebenfalls auf eine frühe Gründung im 12. Jahrhundert hindeuten. Der See wurde von Markgraf Waldemar dem Kloster Lehnin übertragen. Die beiden Dörfer kamen dagegen unter sächsische Oberhoheit. 1378 scheinen die beiden Dörfer noch existiert zu haben. 1435 wird nur noch die wüste Feldmark erwähnt. Sie waren vor 1444 in gemeinsamen Besitz der Familien v. Ziegesar und v. Hake. 1444 verkauften Achim und Otto v. Hake die wüsten, bereits bewaldeten Feldmarken, die Fischereien, Wiesen und allem Zubehör sowie drei Seen und die Fischereirechten zunächst an Peter von Klitzing, den Propst des Domkapitels in Brandenburg an der Havel. Dieser schenkte die Güter im selben Jahr dem Prämonstratenserstift St. Marien auf dem Harlunger Berg bei Brandenburg an der Havel. Gegen diesen Verkauf legten Hans und Tile von Seyeser (Ziegesar) aus Neuendorf bei Brück Einspruch ein, denn sie waren durch Sachsen mit der Feldmark Lienewitz belehnt worden. In einem Vertrag von 1445 zwischen dem Kurfürsten von Sachsen Friedrich II. und dem brandenburgischen Kurfürsten Friedrich II. verzichtete Sachsen auf die Lehnshoheit. In diesem Vertrag wurde verfügt, dass der durch die Lienewitzer Heide führende Heerweg von Sachsen nach Saarmund weiter benutzt werden durfte bzw. instand gehalten werden sollte. 1445 traten Hans und Tile von Ziegesar ihre Ansprüche gegen eine Zahlung von 100 Schock Meißner Groschen an das Stift ab. Das Prämonstratenser-Chorherrenstift Unserer lieben Frau auf dem Berge wurde 1543 säkularisiert und der Besitz vom Kurfürsten eingezogen. Die wüste Feldmark Lienewitz wurde zunächst an Antonius v. Warburg verpfändet. Von 1552 bis 1826 gehörte sie zum Amt Saarmund. 1625 scheinen noch Teile der Feldmark von Bauern aus Caputh und Michendorf noch landwirtschaftlich genutzt worden zu sein. Die Feldmark wurde damals zur Vogtei Beelitz gerechnet, die damals schon vom Amt Saarmund verwaltet wurde. 1687 war dann die gesamte Gemarkung bewaldet. 1682 ist am damals wohl noch wasserreicheren Fließ zum Caputher See eine Wassermühle vorhanden. Anfang des 18. Jahrhunderts war zwischen dem Großen und Kleinen Lienewitzsee ein Teerofen entstanden, den die Forstverwaltung für jeweils sechs Jahre verpachtete. 1734 wurde hier ein Büdnerhaus für einen „Holzwärter“ errichtet, 1772 folgte ein Vorwerk. Der Teerofen nahm 1806 bis 1813 zu Zeiten der napoleonischen Kontinentalsperre noch einmal einen Aufschwung und musste 1823 dann seine Produktion einstellen. 1816 hatte das „Etablissement“ elf Einwohner. Bis 1837 waren bereits drei Wohnhäuser entstanden. Aus dieser kleinen Ansiedlung, die wieder den Namen der mittelalterlichen Siedlung(en) bekam, entwickelte sich der heutige Wohnplatz Lienewitz der Gemeinde Michendorf.
| Jahr | Einwohner |
| ---- | --------- |
| 1772 | 7         |
| 1801 | 12        |
| 1817 | 11        |
| 1837 | 26        |
| 1858 | 18        |
| 1871 | 17        |
| 1895 | 14        |
| 1925 | 2         |

## Politische Geschichte
Lienewitz gehörte bis 1445 zum Sächsischen Kurkreis, kam dann zur Mark Brandenburg und wurde damit zur historischen Landschaft Zauche gerechnet. 1816 kam es zum Kreis Zauch-Belzig, 1952 zum Kreis Potsdam-Land und mit der Kreisreform von 1993 zum Landkreis Potsdam-Mittelmark. Der Wohnplatz gehörte bis 1928 zum Gutsbezirk Caputh, der in diesem Jahr mit der Gemeinde Caputh vereinigt wurde. Lienewitz wurde in diesem Jahr nach Michendorf eingemeindet.

## Bodendenkmale
Die Denkmalliste des Landes Brandenburg, Landkreis Potsdam-Mittelmark verzeichnet im Bereich des Wohnplatzes immerhin vier Bodendenkmale:
- eine Siedlung slawisches Mittelalter, eine Siedlung deutsches Mittelalter
- zwei Siedlungen des deutschen Mittelalter (Hohen- und Niederlienewitz)
- Mühle der Neuzeit